# Колацца
Колацца (італ. Colazza, п'єм. Colatsa) — муніципалітет в Італії, у регіоні П'ємонт,  провінція Новара.
Колацца розташована на відстані близько 540 км на північний захід від Рима, 105 км на північний схід від Турина, 39 км на північ від Новари.
Населення — 435 осіб (2014).
Щорічний фестиваль відбувається 8 грудня. Покровитель — Immacolata Concezione.

## Демографія
Населення за роками:

Станом на 1 січня 2023 року в муніципалітеті офіційно проживав 41 іноземець з 14 країн, серед них 20 громадян країн Євросоюзу та 2 громадяни України.

## Сусідні муніципалітети
- Амено
- Армено
- Інворіо
- Меїна
- Пізано